# Vittore IV (antipapa 1159-1164)
Vittore IV, nato Ottaviano dei Crescenzi Ottaviani, noto anche come Ottaviano de' Monticelli (Tivoli, 1095 – Lucca, 20 aprile 1164), fu antipapa dal 1159 fino alla sua morte, in opposizione a papa Alessandro III.

## Biografia
Appartenente alla famiglia romana dei Crescenzi Ottaviani, signori di Montecelio o Monticelli, nel 1138 fu nominato cardinale da papa Innocenzo II con il titolo di cardinale diacono di San Nicola in Carcere Tulliano e nel 1151 optò per il titolo di cardinale presbitero di Santa Cecilia. Nel 1158 divenne cardinale protoprete.
Durante il suo cardinalato appoggiò l'imperatore Federico Barbarossa che nel maggio 1159 assegnò a lui e ai fratelli Ottone, Goffredo e Solimano, la città e il Comitato di Terni con la relativa giurisdizione.
Nell'elezione papale del 7 settembre 1159 il collegio cardinalizio si divise in due fazioni, una maggioritaria, composta da 24 cardinali e seguace della politica antimperiale di papa Adriano IV, che elesse papa il cardinale Rolando Bandinelli con il nome di Alessandro III, ed una minoranza (sei cardinali) propugnanti invece una politica filo imperiale, che elesse il cardinale Ottaviano de' Monticelli con il nome di papa Vittore IV.
Il 4 ottobre successivo Ottaviano venne consacrato nell'abbazia di Farfa dal cardinale Imaro, coadiuvato dai vescovi Ubaldo di Ferentino e Riccardo di Melfi.
L'imperatore Federico inizialmente non si pronunciò sulle modalità della elezione, anzi tentò di ricomporre lo scisma, convocando un concilio a Pavia che si tenne nel febbraio del 1160. Con tale convocazione l'imperatore intendeva affermare il proprio ruolo di arbitro nelle contese interne della Chiesa. Alessandro III declinò l'invito, poiché il papa può essere sottoposto solo al giudizio di Dio. Con tali presupposti, l'assise confermò l'elezione di Vittore, che si era sottoposto all'esame dei rappresentanti della Chiesa. L'11 febbraio 1160 il concilio si concluse con una processione che, partendo dalla chiesa di San Salvatore fuori dalle mura cittadine, giungeva fino alla cattedrale. Qui Vittore fu accolto dall'imperatore il quale, in segno di umiltà, lo aiutò a scendere da cavallo e, presolo per mano, lo condusse all'altare e gli baciò i piedi. Due giorni più tardi Vittore scomunicò Alessandro III e tutti i suoi sostenitori; a sua volta Alessandro III reagì scomunicandolo assieme all'imperatore.
Nell'autunno del 1163 Vittore giunse a Lodi, dove incontrò l'imperatore Federico, il patriarca di Aquileia Pellegrino, l'abate di Cluny e molti altri cardinali e vescovi filo-imperiali, per celebrare il trasferimento da Lodi vecchia a Lodi nuova delle spoglie di san Bassiano, protettore della città. La cerimonia aveva un grande significato politico: solo un anno prima il Barbarossa aveva fatto spianare la città di Milano ed ora Lodi, la grande avversaria dei milanesi distrutta alcuni anni prima, veniva ricostruita con il sostegno dell'Impero e della Chiesa.
Vittore IV morì a Lucca il 20 aprile 1164; gli succedette l'antipapa Pasquale III (1164-1168).

## Conclavi
Durante il suo cardinalato Ottaviano de' Monticelli partecipò ai seguenti conclavi:
- conclave del 1143, che elesse papa Celestino II
- conclave del 1144, che elesse papa Lucio II
- conclave del 1145, che elesse papa Eugenio III
- conclave del 1153, che elesse papa Anastasio IV
- conclave del 1154, che elesse papa Adriano IV
- conclave del 1159, che diede luogo ad una duplice elezione: quella di papa Alessandro III e quella dello stesso Monticelli, che prese il nome di Vittore IV

## Genealogia episcopale e successione apostolica
La genealogia episcopale è:
- Cardinale Vitale Giovanni, O.S.B.Cam.
- Papa Innocenzo II
- Cardinale Imaro di Frascati, O.S.B.
- Antipapa Vittore IV

La successione apostolica è:
- Vescovo Linus (1164)